# M. E. Clifton James
Meyrick Edward Clifton James (duben 1898 Perth, Austrálie – 5. května 1963 Worthing, Spojené království) byl britský herec a voják. Byl podobný polnímu maršálovi Bernardovi Montgomerymu, čehož během druhé světové války využila britská rozvědka.

## Život
Clifton James se narodil v Perthu v Západní Austrálii, ale ve dvou letech se s rodiči odstěhoval do Anglie. Stal se divadelním hercem.
Během první světové války sloužil v jednotce Royal Fusiliers.
Po vypuknutí druhé světové války nabídl britské armádě své služby jako bavič. Doufal, že bude přidělen k organizaci ENSA (Entertainments National Service Association), která pořádala vystoupení a koncerty pro vojáky. Nastoupil však jako podporučík v Royal Army Pay Corps a byl vyslán do Leicesteru. V lednu 1942 byl povýšen na poručíka.
V roce 1944 si podplukovník J. V. B. Jervis-Reid všiml Jamesovy podobnosti s polním maršálem Bernardem Montgomerym. MI5 se rozhodla využít této podobnosti ke zmatení německé rozvědky. James pak vystupoval jako Montgomery v rámci kampaně určené k oklamání Němců před Dnem D.
Plánovaná lest byla součástí širšího podvodu, jehož cílem bylo odklonit německé jednotky ze severní Francie přesvědčením nacistů, že spojenecké invazi na severu bude předcházet invaze do jižní Francie (Operace Dragoon).
Plán byl nazván Operace Copperhead a James byl přidělen k Montgomeryho štábu, aby pochytil jeho řeč a chování. James byl kuřák a měl problémy s alkoholem. Musel se proto obojího vzdát, protože Montgomery nekouřil ani nepil.
Dne 25. května 1944 letěl James na Gibraltar na palubě soukromého letadla Winstona Churchilla. Během recepce zde zazněly odkazy na „Plán 303“ – plán invaze do jižní Francie. Německá rozvědka to zachytila a nařídila agentům zjistit podrobnosti o „Plánu 303“. James poté odletěl do Alžíru, kde během dalších dní absolvoval řadu veřejných vystoupení s generálem Maitlandem Wilsonem, velitelem spojeneckých sil ve Středomoří. James byl poté tajně převezen do Káhiry, kde zůstal, dokud invaze v Normandii nebyla v plném proudu. Po pěti týdnech se vrátil do své předchozí práce.
V červnu 1946 byl James demobilizován. Nebyl schopen najít práci v divadle a žádal o podporu v nezaměstnanosti, aby v Londýně uživil svou ženu a dvě děti.
James zemřel 5. května 1963 ve věku 65 let ve svém domě na Heatherstone Road ve Worthingu v Sussexu.